# James Warner
Pour les articles homonymes, voir Warner.
James Warner, né en 1891 dans le Kansas et mort en 1970, est un opérateur radio. Après une enfance malheureuse, il fugue de chez lui et s'engage dans la marine américaine en 1911 où il devient, durant la Première Guerre mondiale, opérateur radio à bord du USS St. Louis. Il y rencontre Harry Lyon avec qui il se lie d'amitié.  Grâce à ce dernier, il devient opérateur radio pour la première traversée de l'océan Pacifique en avion en 1928. Avec les deux australiens Charles Kingsford Smith et Charles Ulm et l'américain Harry Lyon, il décolle à bord du Southern Cross d'Oakland aux États-Unis et se pose à Brisbane en Australie, après deux escales, une à Hawaï et l'autre aux Fidji.